# Love Is the Seventh Wave
Love Is the Seventh Wave – piosenka z 1985 roku brytyjskiego muzyka Stinga, która wydana została na drugim singlu, który promował jego debiutancki solowy album The Dream of the Blue Turtles (1985). Na głównej amerykańskiej liście przebojów Hot 100 singiel z utworem dotarł do 17. pozycji, a w brytyjskim zestawieniu UK Singles Chart uplasował się na 41. miejscu.
W warstwie lirycznej utworu „Love Is the Seventh Wave”, mimo radosnego i tanecznego tempa kompozycji, oprócz tytułowej miłości pojawia się wątek apokaliptyczny. W grudniu 1985 roku w europejskim czasopiśmie muzycznym „Music & Media” (wówczas „Eurotipsheet”), w artykule dotyczącym albumu The Dream of the Blue Turtles (uznanego za najlepszy album debiutancki 1985 roku), podsumowano tę piosenkę jako utwór „zabarwiony Karaibami”.

## Powstanie utworu i tekst
Sting napisał piosenkę „Love Is the Seventh Wave” będąc na wyspie Barbados. Kiedy muzyk był w studio nagraniowym Eddy’ego Granta obserwował surferów, którzy powiedzieli mu wtedy, że zwykle siódma fala jest najsilniejsza.
W wywiadzie udzielonym przez muzyka w 1985 roku dla brytyjskiego czasopisma branżowego „NME” stwierdził, że czuł, iż wtedy świat przechodził „falę zła” i nigdy nie był tak „zanieczyszczony”. Dodał też, że w końcowym okresie zimnej wojny panował społeczny pesymizm, a międzynarodowe zagrożenie militarne osiągnęło najwyższy poziom. Według autora piosenka przynosi specyficzny rodzaj nadziei, zgodnie z którą za tą niebezpieczną „falą” zbliżającej się zagłady jest jeszcze jedna, znacznie głębsza, którą jest miłość wykraczająca poza ludzki egoizm.
Według obserwacji Stinga na Barbadosie surferzy pokonujący fale stają się coraz silniejsi, aż do wystąpienia siódmej fali, a potem zaczynają cykl od nowa. Sting uznał wtedy, że idea porównania najsilniejszej morskiej fali do miłości była interesująca. W tekście utworu pojawiają się słowa: Every cake you bake, every leg you break (tłum. każde upieczone ciasto, każda złamana noga), co miało być nawiązaniem do przeboju The Police „Every Breath You Take”. Brytyjczyk strawestował warstwę liryczną z innego dzieła, ponieważ, jak stwierdził w 1994 roku w wywiadzie dla „Independent on Sunday”, lubi mieszać i dopasowywać linijki tekstu pochodzące z różnych piosenek; dodał też, że słuchacze oczekują takich twórczych zabiegów.

## Teledysk
W lipcu 1985 roku w londyńskim studio Sting zrealizował wideoklip do brytyjskiego wydania singla z utworem „Love Is the Seventh Wave”.

## Singiel
Na stronie B, promującego studyjny album The Dream of the Blue Turtles, singla znalazł się utwór „Consider Me Gone”. Zarówno ta piosenka, jak i „Love Is the Seventh Wave”, w wersjach nagranych na żywo w Paryżu w 1985 roku zostały zawarte na koncertowym albumie Stinga Bring on the Night (1986).

## Listy przebojów
| Kraj   | Lista                          | Pozycja | Źr.    |
| ------ | ------------------------------ | ------- | ------ |
| BE-VLG | Ultratop 50 Singles (Flandria) | 19      | [ 9 ]  |
| EU     | European Top 100 Singles       | 64      | [ 10 ] |
| EU     | European airplay top 50        | 10      | [ 11 ] |
| FR     | Top Singles & Titres           | 30      | [ 12 ] |
| NL     | Single Top 100                 | 10      | [ 13 ] |
| IE     | Top 100 Singles                | 25      | [ 14 ] |
| CA     | „RPM” Top Singles              | 38      | [ 15 ] |
| NZ     | Top 40 Singles                 | 17      | [ 16 ] |
| GB     | Official Singles Chart Top 100 | 41      | [ 5 ]  |
| US     | Hot 100                        | 17      | [ 4 ]  |
| US     | Mainstream Rock Songs          | 19      | [ 17 ] |